# 人民的信
《人民的信》（羅馬化：nāma-ye mardom）是伊朗人民党在不同时期以不同立场出版的一份报纸。
伊朗裔美国历史学家埃尔万德·阿布拉哈米安认为，《人民的信》的政治路线可分为两个阶段，以1948年举行的伊朗人民党第二次代表大会为分界线。在第二次党代会之前，《人民的信》曾刊登对不同流派的社会主义思想家（包括亨利·德·圣西门、卡尔·考茨基、格奥尔基·普列汉诺夫和让-保罗·萨特）持同情态度的文章。此后，该报逐渐转向苏联认可的方向。
1979年伊朗伊斯兰革命后，《人民的信》成为伊朗人民党的机关报日刊版。